# Neukirchen-Wyhra
Neukirchen-Wyhra war ein zur Ortschaft Wyhratal gehöriger Ortsteil der Stadt Borna im Landkreis Leipzig (Freistaat Sachsen). Er bestand aus den bis 1948 selbstständigen Orten Neukirchen und Wyhra.

## Geografie

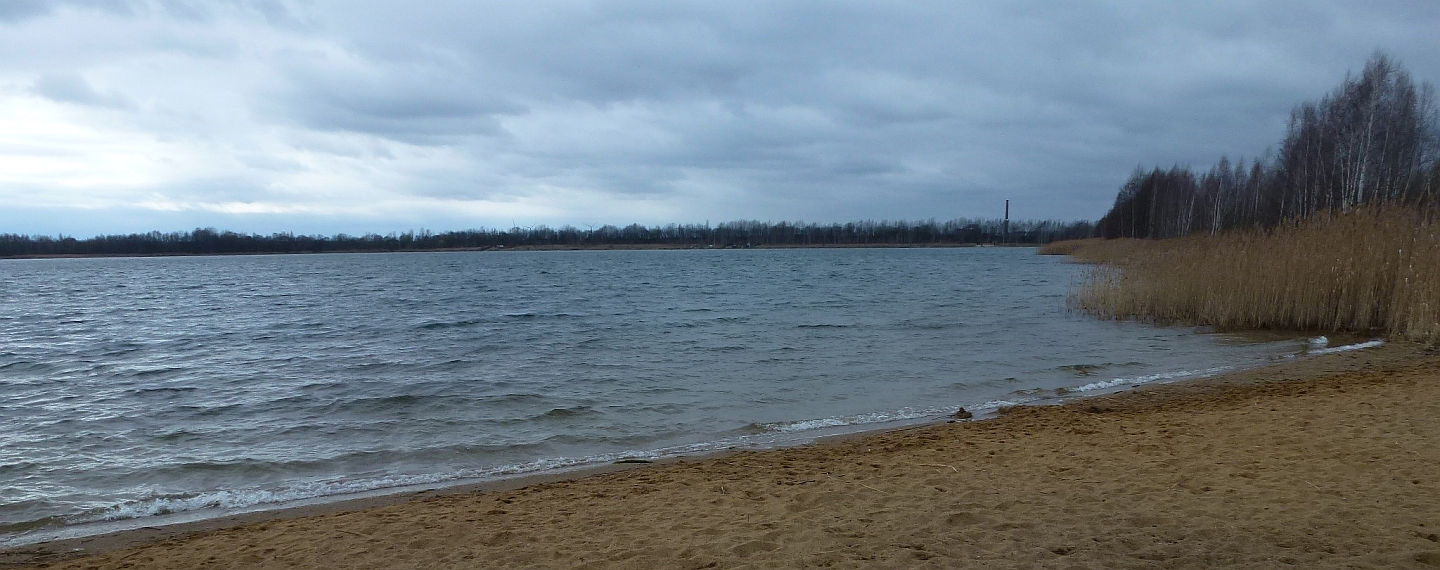
Harthsee

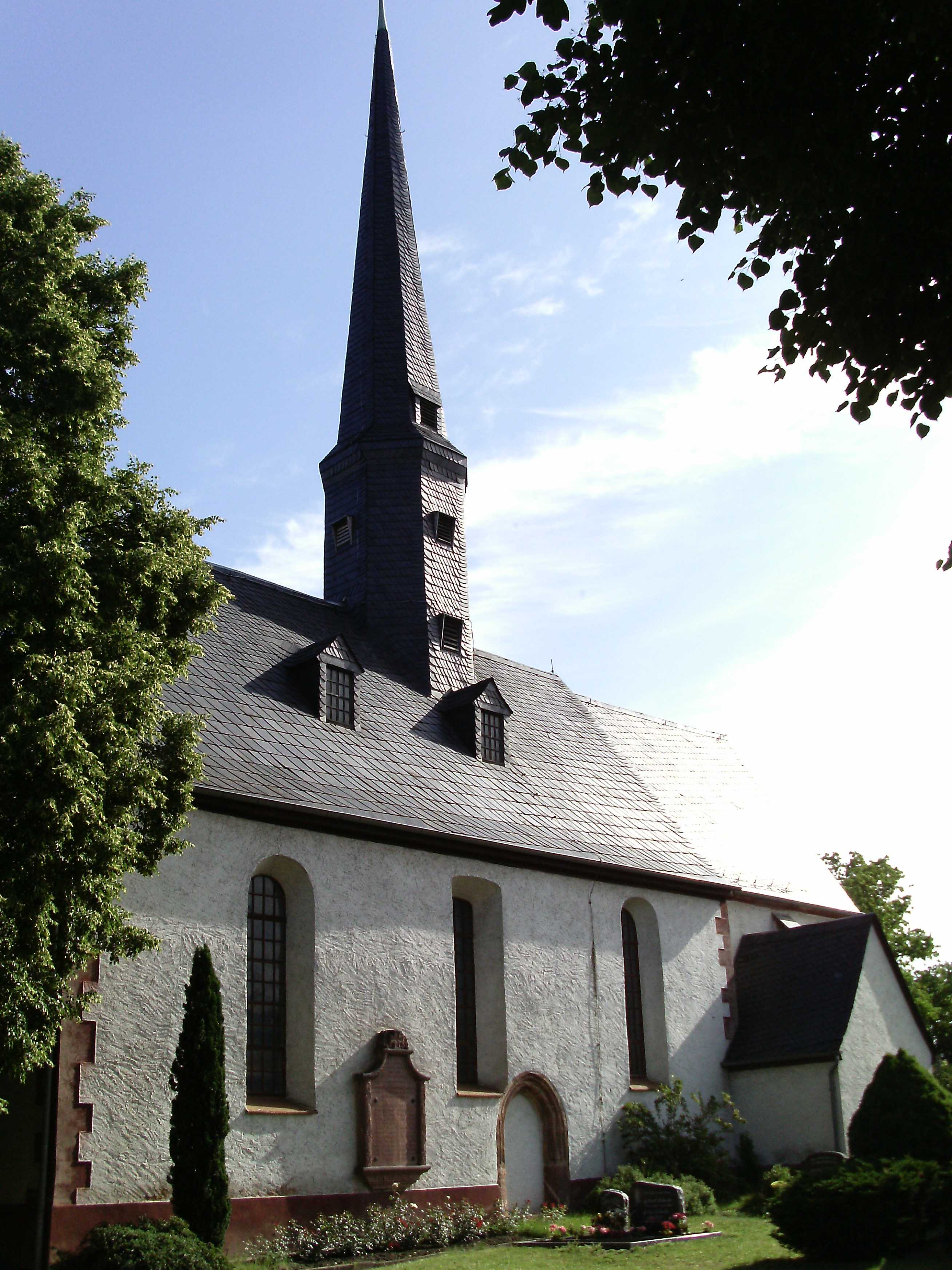
Laurentiuskirche Neukirchen

Neukirchen-Wyhra lag in der Leipziger Tieflandsbucht zwischen Borna im Nordwesten und Frohburg im Südosten. Zwischen dem westlichen Ortsteil Wyhra und dem östlichen Ortsteil Neukirchen verläuft das Tal der Wyhra. Westlich von Wyhra befindet sich die Landesgrenze zum thüringischen Altenburger Land. Im Osten des Ortsteils Neukirchen liegt das Badegewässer Harthsee, ein geflutetes Tagebaurestloch.
An den Ortsteil grenzten die Gemarkungen Zedtlitz, Schönau, Nenkersdorf, Bubendorf, Benndorf, Thräna und Blumroda in Sachsen. Südwestlich des Ortsgebietes befindet sich die Gemeinde Fockendorf in Thüringen.

## Geschichte

### Neukirchen und Wyhra vor dem Zusammenschluss
Neukirchen am Ostufer der Wyhra wurde als „Nuenkirchen“ im Jahr 1350 erstmals in einem Lehnbuch des Meißner Markgrafen Friedrichs des Strengen erwähnt. Der Ortsname bedeutet „Siedlung an der neuen Kirche“. Mit dem Erbauungsjahr 1568 dürfte die St.-Laurentius-Kirche eine der ältesten evangelischen Kirchenbauten sein. Sie erhielt 1892 eine Orgel des Bornaer Orgelbaumeisters Richard Kreutzbach, dem Sohn von Urban Kreutzbach.

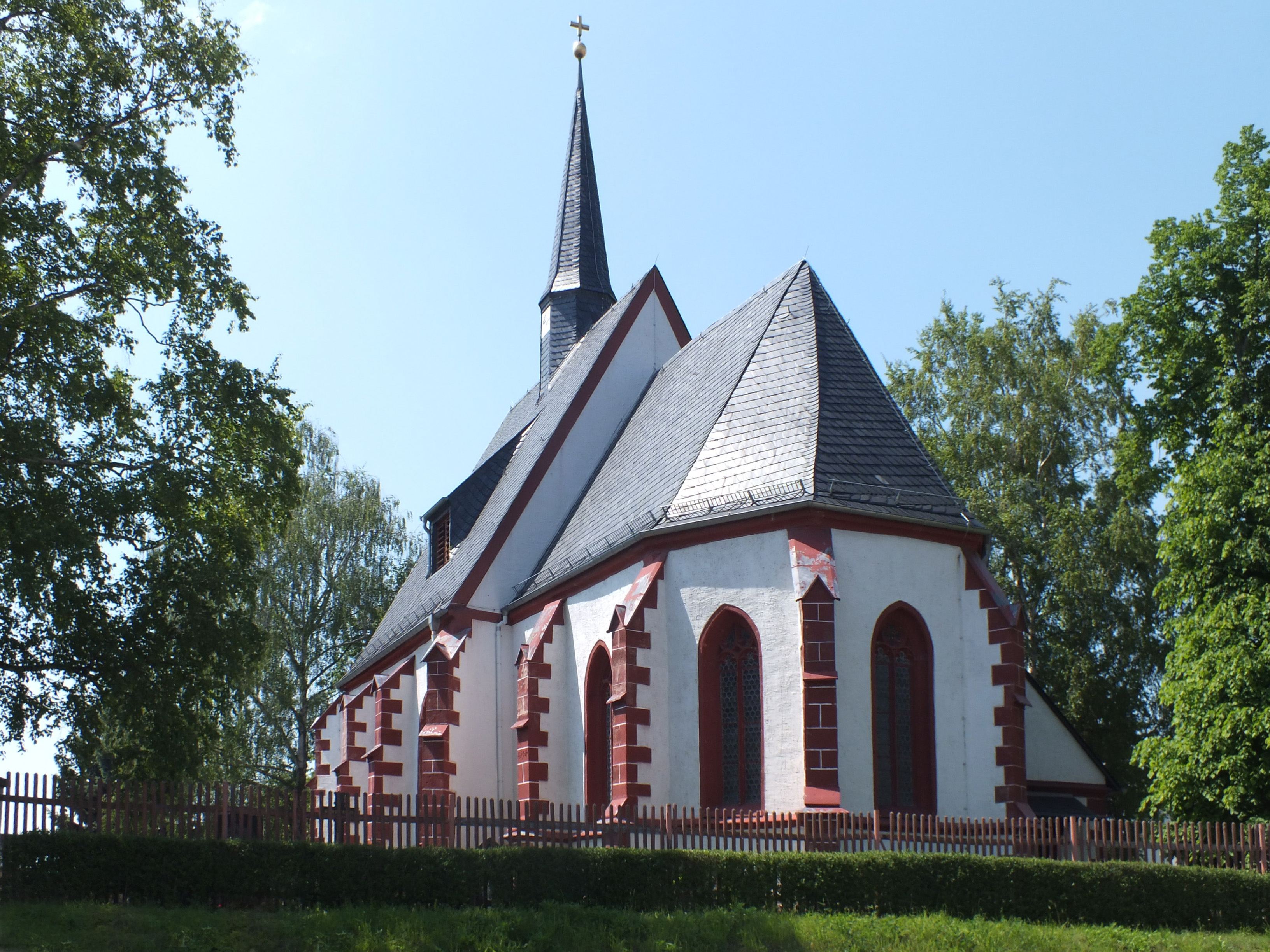
Stephanuskirche Wyhra

Wyhra am Westufer des gleichnamigen Flusses wurde erstmals 1150 erwähnt, der Flussname bereits im Jahr 1105. Im Jahr 1286 verschenkte Friedrich von Schönburg den Ort Wyhra an das Kloster Geringswalde. Bis nach 1497 gehörte der Ort zur Herrschaft Schönburg. Wie die Kirche von Neukirchen besitzt die 1494 erbaute St.-Stephan-Kirche von Wyhra ebenfalls eine Kreutzbach-Orgel (seit 1894). Sehenswert in Wyhra sind die vielen schönen Fachwerkgebäude. 1991 wurde in einem Vierseitenhof am Benndorfer Weg der heutige Geschichtenhof Wyhra eröffnet.
Neukirchen und Wyhra lagen bis 1856 im kursächsischen bzw. königlich-sächsischen Amt Borna. Ab 1856 gehörten die Orte zum Gerichtsamt Borna und ab 1875 zur Amtshauptmannschaft Borna.
In der Mitte des 19. Jahrhunderts prägte der Braunkohlebergbau beide Orte. In unmittelbarer Nähe von Neukirchen entstand 1887 die erste Brikettfabrik im Bornaer Revier. Nördlich des Orts wurde im Tiefbau Braunkohle abgebaut. In Wyhra wurde 1897 durch die „Grube Wyhra“ der erste Tagebau im Bornaer Revier erschlossen. 1897 wurde auch der „Tagebau Neukirchen-Petergrube“ eröffnet, der bis 1962 in Betrieb war. Im Jahr 1902 erhielten beide Orte mit dem Halt „Neukirchen-Wyhra“ in Neukirchen eine Haltestelle an der 1872 eröffneten Bahnstrecke Neukieritzsch–Chemnitz. Diese wurde 1937 mit der Eröffnung der Bahnstrecke Borna–Großbothen zum Bahnhof erhoben. Letztere Strecke wurde bereits 1947 als Reparationsleistung wieder abgebaut.

### Neukirchen-Wyhra

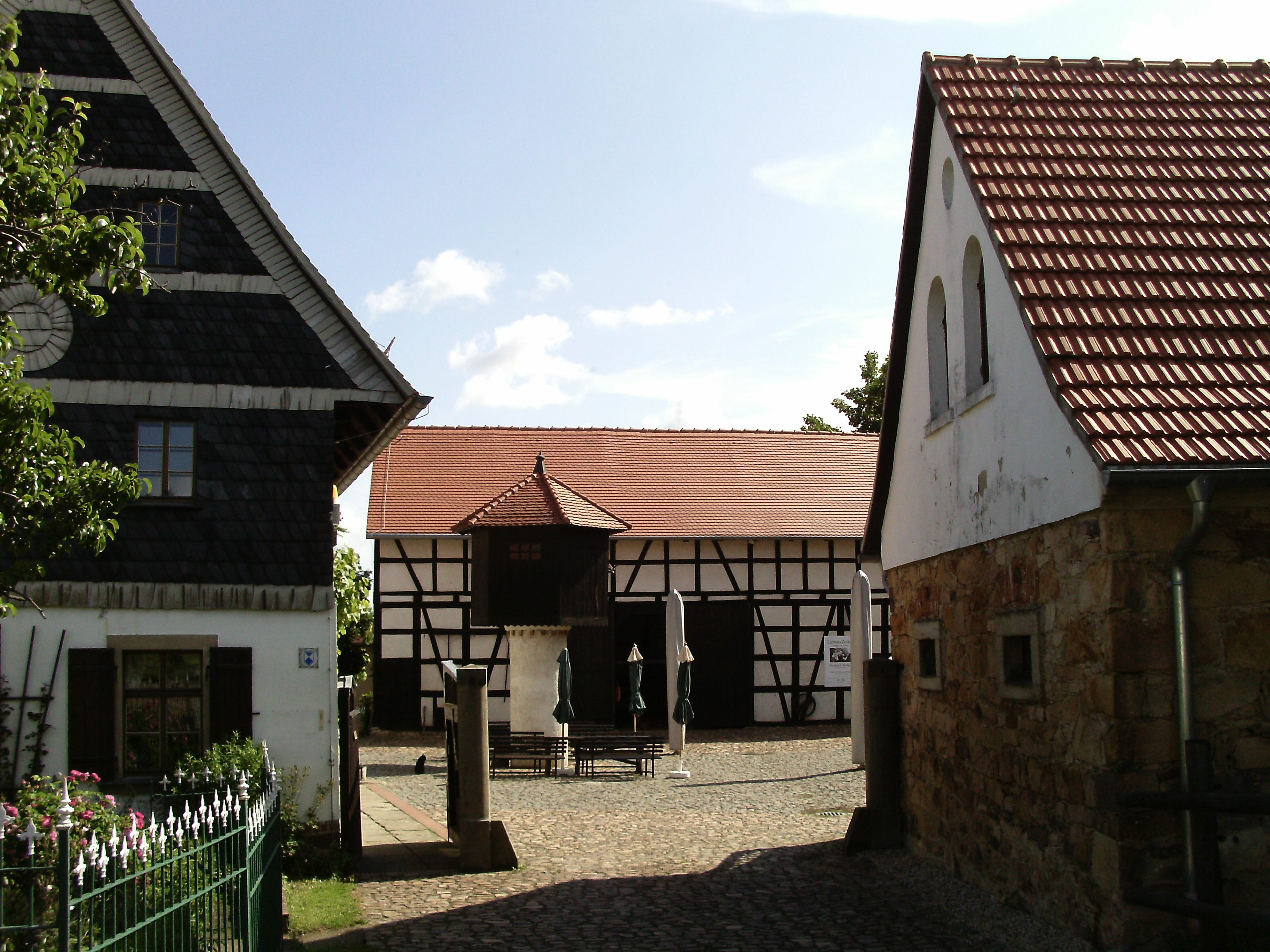
Geschichtenhof Wyhra

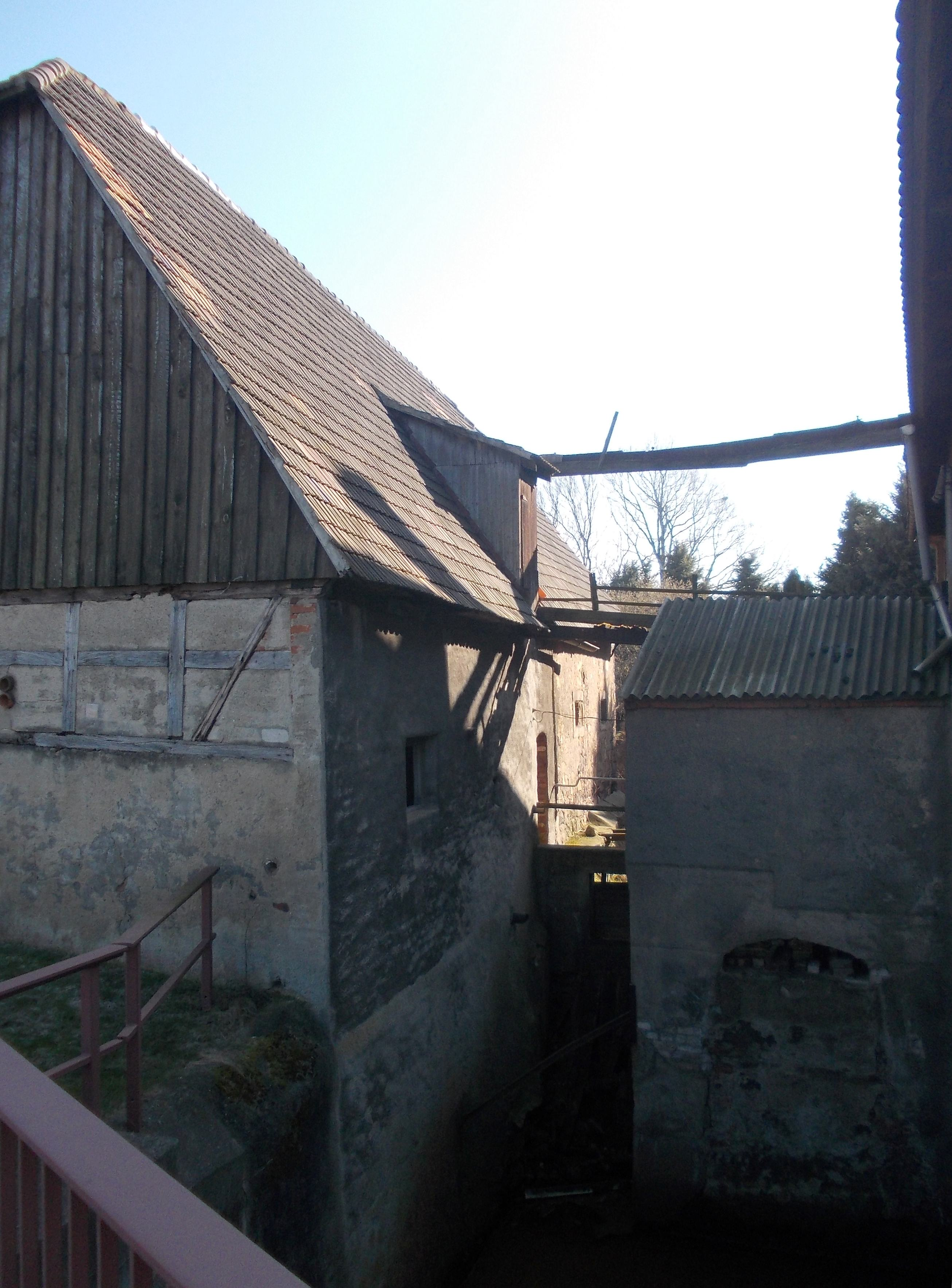
Wassermühle in Wyhra

Die Gemeinde Neukirchen-Wyhra existierte de jure vom 22. Dezember 1992 bis zum 1. Oktober 1993, de facto aber nahezu 50 Jahre. Bereits 1937/1938 hatte es Bestrebungen gegeben, die beiden rechts und links des Flusses Wyhra in einem Abstand von weniger als einem Kilometer liegenden Dörfer Neukirchen und Wyhra zu vereinen, so ein gemeinsames Schreiben der beiden Bürgermeister an den Bornaer Amtshauptmann und einen gemeinsamen Beschluss der beiden Gemeinderäte.  Den Doppelnamen gab es bereits für den Haltepunkt der Reichsbahn in Neukirchen und ein Braunkohlewerk. Die Pläne für den Zusammenschluss der Dörfer wurden jedoch von den Landesbehörden nicht genehmigt.
Als 1945 die amerikanischen Truppen das Bornaer Land besetzten, wurden auf Befehl der Militärregierung Neukirchen und Wyhra wie andere Dörfer auch zu einer Verwaltungsgemeinschaft zusammengeschlossen. Die Aufhebung dieses Befehls durch die sächsische Landesregierung 1946, nun unter sowjetischer Besatzung, sah Ausnahmen vor, wenn sich die zu vereinigenden Dörfer einig waren. Der am 1. September 1946 gewählte gemeinsame Gemeinderat von Neukirchen und Wyhra beschloss die Fusion im Januar 1947. Stattdessen verabschiedete der Sächsische Landtag dessen ungeachtet am 4. Februar 1949 ein Gesetz, nachdem Wyhra per 1. Oktober 1948 nach Neukirchen eingemeindet sei. Ein sofort von der Gemeinde eingelegter Protest lief ins Leere. Der Name „Neukirchen-Wyhra“ setzte sich jedoch auf örtlicher Ebene letztendlich durch. Auch in der zentralistischen DDR wurde diese Entwicklung nicht unterbunden. Neukirchen-Wyhra wurde im Zuge der zweiten Kreisreform der DDR am 25. Juli 1952 dem Kreis Geithain im Bezirk Leipzig zugeordnet, aber bereits zum 4. Dezember 1952 in den Kreis Borna umgegliedert.
Der zwischen 1960 und 1985 betriebene Tagebau Borna-Ost veränderte die Landschaft östlich von Neukirchen. Zwischen 1978 und 1983 durchtrennten Abbaufeld III und IV die Straßen von Neukirchen nach Schönau und Nenkersdorf. Der Tagebau Borna-Ost kam 1983 in einer Entfernung von 500 Metern zum östlichen Ortsrand von Neukirchen zum Stillstand. In diesem Jahr wurde auch die Abraumbewegung eingestellt, bis 1985 erfolgte die Restauskohlung. Nachdem die Verkippung abgeschlossen war, verblieb im südlichen Bereich des Baufelds IV das „Restloch Nenkersdorf“, welches nach der Flutung als Harthsee bezeichnet wurde.

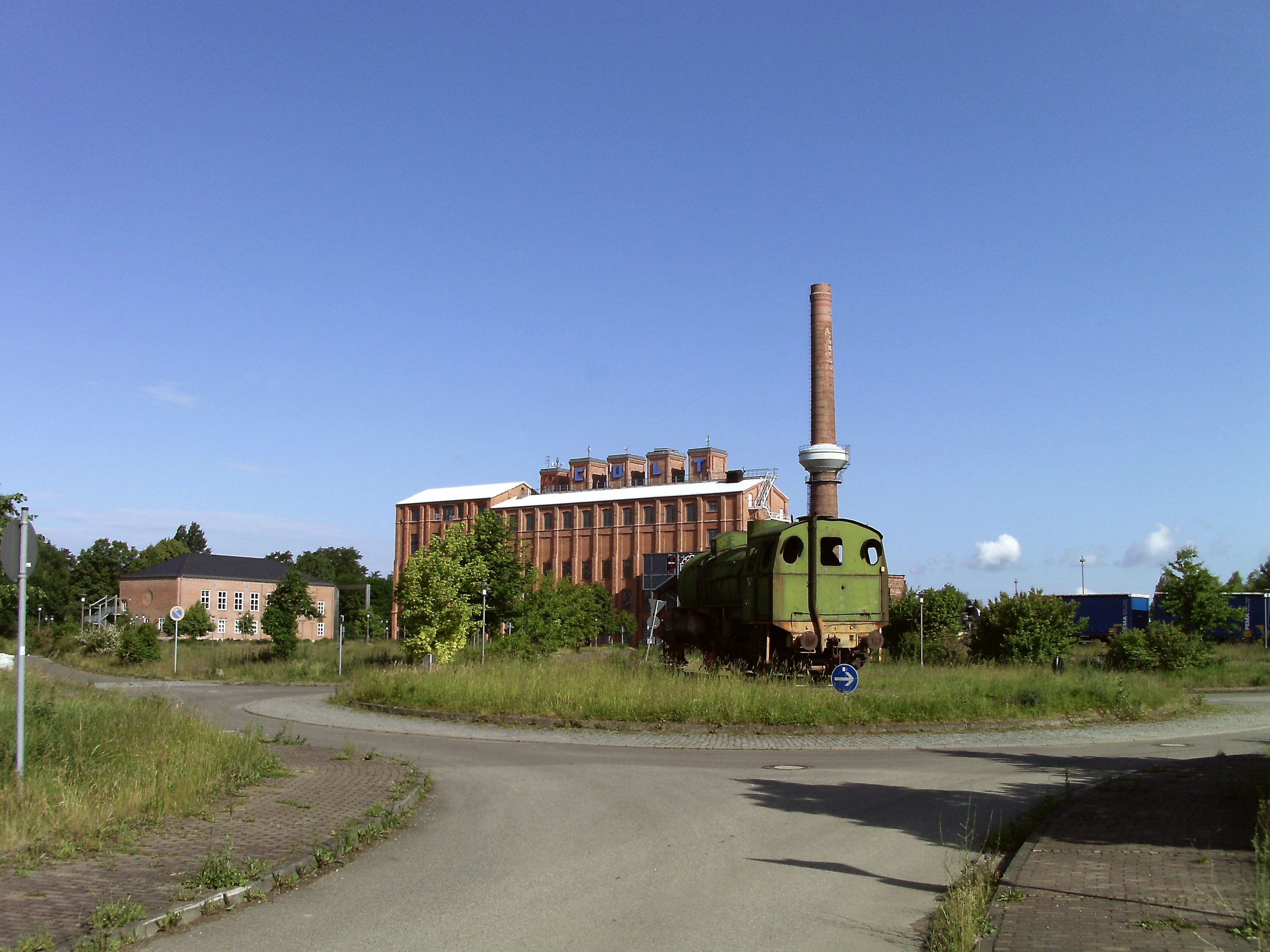
CULT

Aus der Brikettfabrik Neukirchen entstand die Tanzfabrik „CULT“.
Da das Gesetz vom 4. Februar 1949 niemals aufgehoben wurde, beschloss der Gemeinderat von Neukirchen-Wyhra am 20. Dezember 1992 auf der Grundlage der Sächsischen Kommunalverfassung von 1990 nun die Führung des Namens Neukirchen-Wyhra. Dieser Beschluss wurde am 22. Dezember vom Bornaer Landratsamt bestätigt. So entstand nun rechtlich einwandfrei durch Namensänderung der Gemeinde Neukirchen mit dem Ortsteil Wyhra die Gemeinde Neukirchen-Wyhra. Am 31. Dezember 1992 hatte sie eine Fläche von 977 Hektar, auf denen 1.484 Personen lebten.
Am 1. Oktober 1993 schloss sich Neukirchen-Wyhra mit der Nachbargemeinde Zedtlitz zu Wyhratal zusammen, das am 1. Januar 2004 nach Borna eingegliedert wurde.

## Geschichtenhof Wyhra
Der Geschichtenhof Wyhra ist ein interaktives Heimatmuseum, das das Leben der Landbevölkerung um 1900 darstellt. Es befindet sich in einem denkmalgeschützten Vierseithof und wurde in den letzten Tagen der DDR als Bauernmuseum eingerichtet. Danach hieß es über viele Jahre Volkskundemuseum Wyhra, bevor es 2021 mit einem modernisierten Konzept als Geschichtenhof Wyhra wieder eröffnet wurde.

## Verkehr
Durch Neukirchen verläuft die zur S 51 herabgestufte B 95, östlich der Ortslage die A 72. Durch den Ort führt die Trasse der Bahnstrecke Neukieritzsch–Chemnitz, auf der auch die S 6 der S-Bahn Mitteldeutschland nach Geithain verkehrt. Der Haltepunkt in Neukirchen trägt den Namen Neukirchen-Wyhra.